# Westland Helicopters

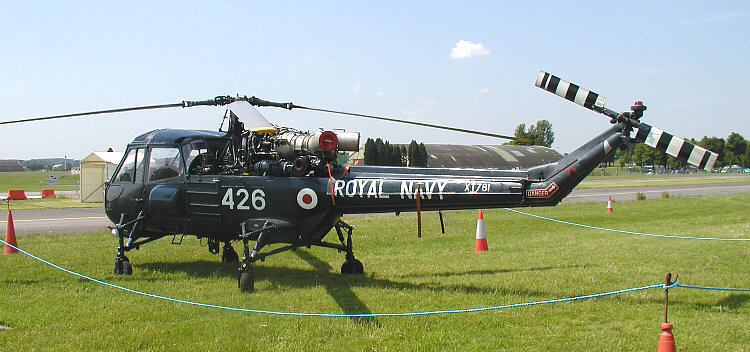
Westland Wasp

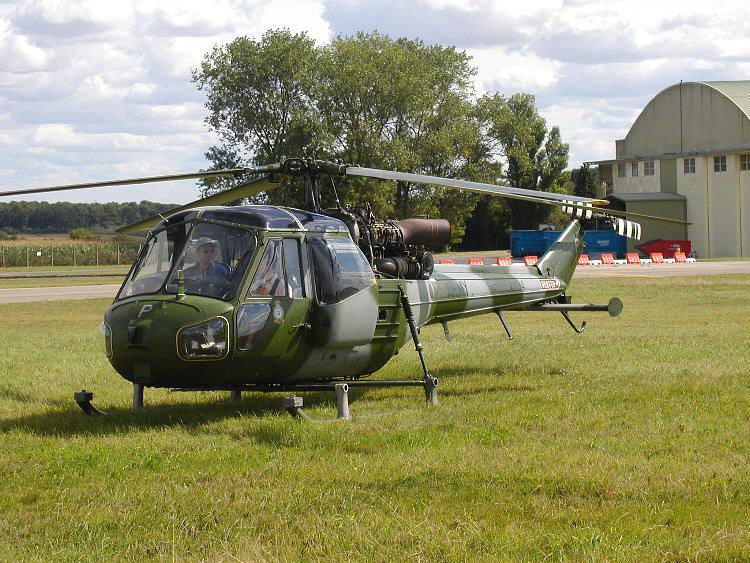
Westland Scout

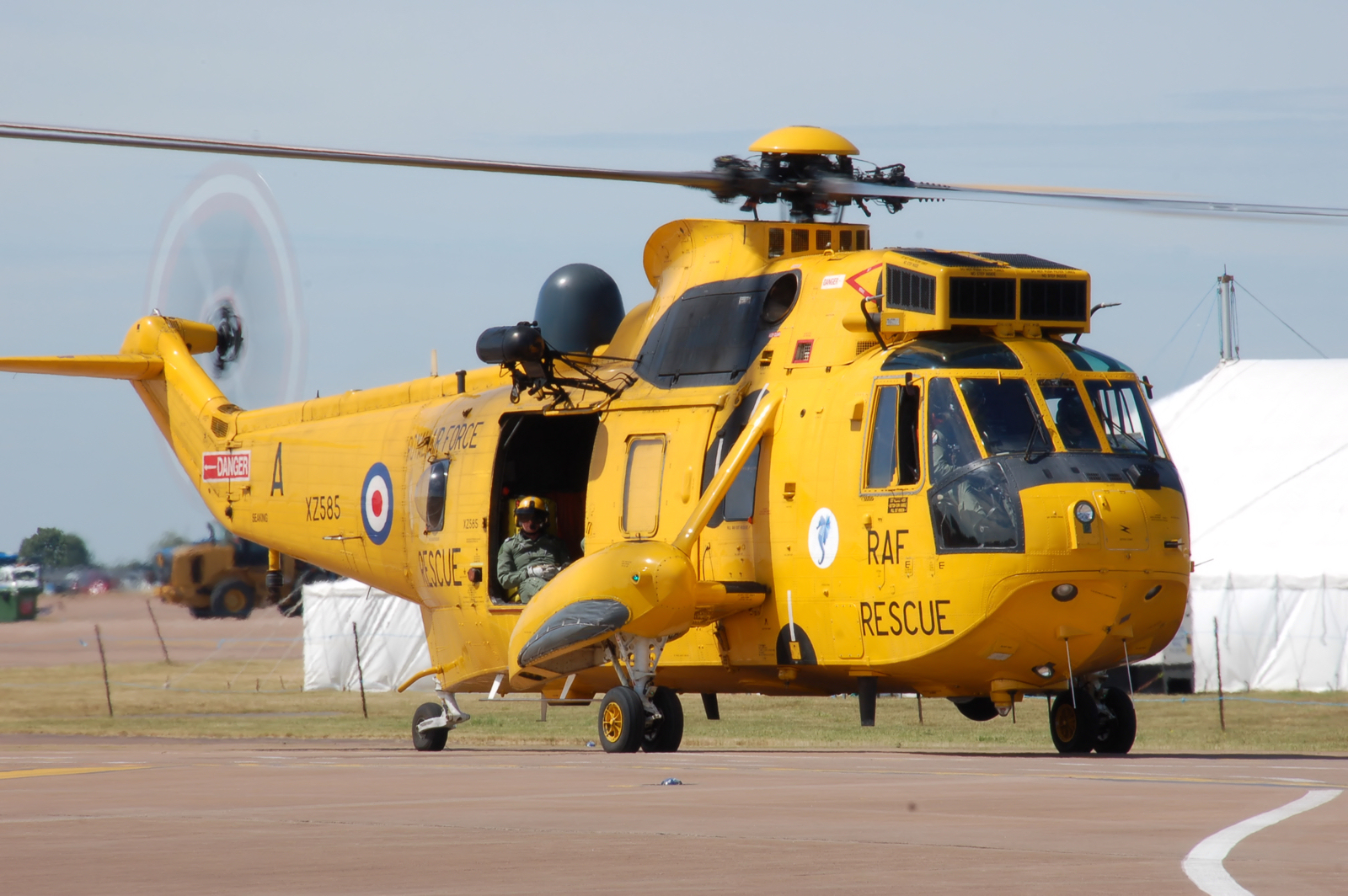
Westland Sea King

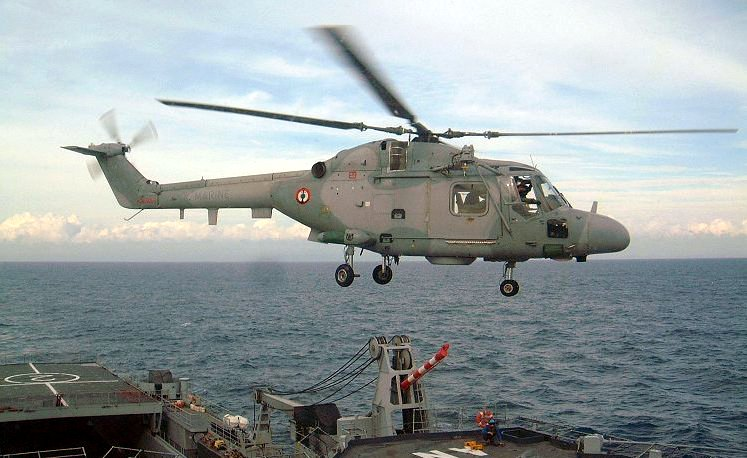
Westland Lynx

Westland Helicopters – brytyjska wytwórnia lotnicza specjalizująca się w budowie śmigłowców. Firma powstała w 1961 roku w wyniku połączenia się Westland Aircraft z innymi brytyjskimi przedsiębiorstwami branży lotniczej: Saunders-Roe, Fairey oraz działem spółki Bristol Aeroplane Company, zajmującym się śmigłowcami. W 2001 roku połączyła się z włoską Agustą, dając początek firmie AgustaWestland.

## Historia

### Geneza
4 kwietnia 1957 roku Duncan Sandys, minister obrony w rządzie Harolda Macmillana ogłosił białą księgę (Defence White Paper), raport, w którym nakreślił przyszłość brytyjskiego lotnictwa bojowego. Prognozując, iż to pociski rakietowe będą dominującą bronią na polu walki a w związku z tym klasyczne samoloty bojowe stracą swoją rację bytu. Konsekwencje raportu był dla brytyjskiego przemysłu lotniczego katastrofalne, wstrzymano finansowanie wielu projektów. Jedną z konsekwencji raportu była konsolidacja przedsiębiorstw produkujących śmigłowce (lub działów zajmujących się ich projektowaniem i produkcją) pod jednym szyldem, Westlanda. W ten sposób Westland Aircraft przekształcił się w Westland Helicopters.

## Produkcja
Wraz z wytwórnią Fairey, pod skrzydła Westlanda wrócił samolot, którym był Fairey Gannet. Dużo większe nadzieje wiązano jednak z programem wirolotu Fairey Rotodyne. Bristol Aeroplane Company wniósł do spółki śmigłowiec Bristol Belvedere a Saunders-Roe program Saro P.531, którego efektem były udane śmigłowce Westland Wasp i Westland Scout. W połowie lat 60. XX wieku firma rozpoczęła montaż kolejnego licencyjnego śmigłowca, maszyny Bell H-13 Sioux. Jednak aby nabyć prawa do jego budowy, Westland musiał nabyć je od włoskiej Agusty, spowodowane to było tym, że wcześniejsze umowy licencyjne z firmą Sikorsky Aircraft Corporation zawierały klauzule o zakazie produkcji innych amerykańskich śmigłowców niż tylko konstrukcji Sikorsky. W 1965 roku rządy Wielkiej Brytanii i Francji podpisały porozumienie, na mocy którego rozpoczęły współpracę w opracowywaniu i budowie śmigłowców bojowych. W efekcie owego porozumienia, które ze strony Francji realizowała firma Sud Aviation a brytyjskiej Westland zaprojektowano i zbudowano śmigłowce Aérospatiale Gazelle, Aérospatiale Puma i sztandarowy produkt Westlanda, śmigłowiec Westland Lynx, produkowany również na licencji we Francji. Pod koniec lat 60. wytwórnia podjęła licencyjną produkcję kolejnego śmigłowca zza Atlantyku, którym był Sikorsky SH-3 Sea King. W nowej maszynie dokonano wielu modyfikacji i znana jest pod nazwą Westland Sea King. Pod koniec lat 70. XX wieku wytwórnia zainteresowała się śmigłowcami bezzałogowymi. Niestety konstrukcje Westland WG.25 Mote, Westland Wisp czy Westland Wideye pozostały jedynie na etapie egzemplarzy prototypowych. W czerwcu 1980 roku Westland Helicopters nawiązał współpracę z Agustą tworząc European Helicopter Industries, spółkę mającą na celu zbudowanie następcy śmigłowca Sea King. Lata 80. to również narastający kryzys w firmie, problemy z kooperantami, nieprzystające do nowych wyzwań zarządzanie, fiasko programów modernizacji Lynxa przełożyło się na spadek zamówień i produkcji wytwórni. Najlepszym przykładem tego, iż w firmie źle się działo był śmigłowiec Westland WS-70 Black Hawk mający być licencyjną wersją Sikorsky UH-60 Black Hawk, który wybudowano z dostarczonych przez amerykańską wytwórnię części. Tak jak do tej pory współpraca pomiędzy obiema wytwórniami układała się bardzo dobrze, tak WS-70 pozostał na etapie jednego egzemplarza. Zamknięcie nierentownych zakładów i drakońska restrukturyzacja firmy uratowała Westland Helicopters przed bankructwem. Współpraca z Agustą zaowocowała udanym śmigłowcem AgustaWestland AW101, który do swojego pierwszego lotu wzbił się w 1987 roku. W 1994 roku Westland Helicopters wszedł w skład grupy kapitałowej GKN. Po I wojnie w Zatoce Perskiej stało się jasne, że śmigłowce Lynx nigdy nie staną się "rasowymi" śmigłowcami szturmowymi. Brytyjskie Ministerstwo Obrony ogłosiło przetarg na śmigowiec bojowy dla Army Air Corps. Przetarg wygrał Westland ze swoją wersją amerykańskiego Apache, WAH-64D. W nowe tysiąclecie Westland Helicopters wszedł już pod nową nazwą, w 2001 roku połączył się z włoską Agustą, tworząc wiodącą na kontynencie europejskim firmę produkującą śmigłowce, AgustaWestland.